# Минский полумарафон
Минский полумарафон (бел. Мінскі паўмарафон) — ежегодный полумарафон, который проводится в Минске. Традиционно проходит во второе воскресенье сентября в день города Минска. Является членом AIMS. Кроме полумарафона также проводятся забеги на 10,5 км и 5,5 км. С 2024 года в программу добавлена Корпоративная эстафета 3х5км+6.097км.

## История
В связи с массовыми акциями протеста после президентских выборов в Белоруссии 2020 года Минский полумарафон 2020 года был отменен.

## Маршруты
До 2021 года включительно участники всех маршрутов Минского полумарафона стартовали на проспекте Победителей рядом с Дворцом спорта и направлялись в сторону проспекта Независимости до ГУМа, где маршруты расходились. Маршруты объединялись только в самом конце на перекрёстке проспекта Машерова и проспекта Победителей. Участники финишировали через ту же арку, с которой они стартовали.
С 2022 года место старта Минского полумарафона переместилось к Национальному олимпийскому стадиону "Динамо". С 2023 года финиш всех дистанций забега осуществляется непосредственно на его легкоатлетической арене.

### 21,1 км
Маршрут главной дистанции Минского полумарафона проходит в два круга от улицы Кирова по проспектам Независимости, Машерова, Победителей и другим улицам столицы. Участники пробегают мимо Дворца Независимости, Площади Победы, Музея Великой Отечественной войны, Стелы "Минск – город-герой", Национального выставочного центра БелЭкспо, Большого театра и других достопримечательностей по маршруту:
ул. Кирова - ул. Свердлова - проспект Независимости - ул. Коммунистическая - ул. Куйбышева - ул. Янки Купалы - ул. Сторожовская - проспект Машерова - проспект Победителей - ул. Ленина - проспект Независимости - ул. Коммунистическая - ул. Куйбышева - ул. Янки Купалы - ул. Сторожовская - проспект Машерова - проспект Победителей - ул. Ленина - проспект Независимости - ул. Свердлова - ул. Ульяновская - бульвар 17 сентября - Национальный олимпийский стадион "Динамо".
В 2024 году трасса Минского полумарафона прошла процедуру сертификации по стандартам Ассоциации международных марафонов и пробегов (AIMS).

### 10,5 км
Участники дистанции 10,5 км преодолевают в один круг мимо Дворца Республики, Площади Победы, Большого театра, Музея Великой Отечественной войны, Стеллы "Минск - город-герой" и других достопримечательностей столицы.
Забег проходит по следующему Маршруту: ул. Кирова - ул. Свердлова - проспект Независимости - ул. Коммунистическая - ул. Куйбышева - ул. Янки Купалы - ул. Сторожовская - проспект Машерова - проспект Победителей - ул. Ленина - проспект Независимости - ул. Свердлова - ул. Ульяновская - бульвар 17 сентября - Национальный олимпийский стадион "Динамо".

### 5 км
Участники забега на 5 км преодолевают один круг по улицам Кирова, Свердлова, проспекту Независимости, улицам Янки Купала, Интернациональной, Ленина и Ульяновской с видом на Дворец Республики и Белорусский государственный цирк.

### Корпоративная эстафета
Корпоративная эстафета проводится по маршруту дистанции 21.097 км с точками передачи эстафеты на отметках 5 км, 10 км и 15 км. Обязательным условием для участия в эстафете является наличие в составе команды минимум одной женщины.

## Победители
Рекорд трассы (до 2022 года) Рекорд трассы (с 2023 года)
| Год  | Победитель у мужчин         | Время (ч:м:с) | Победитель у женщин     | Время (ч:м:с) |
| ---- | --------------------------- | ------------- | ----------------------- | ------------- |
| 2014 | Илья Славинский (BLR)       | 1:06:27       | Марина Доманцевич (BLR) | 1:13:33       |
| 2015 | Виталий Шафар (UKR)         | 1:04:38       | Ольга Мазурёнок (BLR)   | 1:12:02       |
| 2016 | Хиллари Кимайо (KEN)        | 1:03:00       | Ольга Мазурёнок (BLR)   | 1:11:44       |
| 2017 | Хиллари Кимайо (KEN)        | 1:03:19       | Людмила Ляхович (BLR)   | 1:13:53       |
| 2018 | Абебе Дегефа (ETH)          | 1:02:37       | Шейла Еротич (KEN)      | 1:12:02       |
| 2019 | Берхан Хидру Афеверки (ERI) | 1:04:09       | Нина Савина (BLR)       | 1:11:24       |
| 2021 | Виталий Шафар (UKR)         | 1:04:15       | Нина Савина (BLR)       | 1:14:37       |
| 2022 | Ринас Ахмадеев (RUS)        | 1:02:50       | Марина Доманцевич (BLR) | 1:16:11       |
| 2023 | Ринас Ахмадеев (RUS)        | 1:03:20       | Марина Доманцевич (BLR) | 1:15:15       |
| 2024 | Владислав Прямов (BLR)      | 1:06:49       | Марина Доманцевич (BLR) | 1:13:58       |